# Aranđelovac (grad)
Aranđelovac, grad i općina u Srbiji sjeveroistočno od planine Bukulje. Nalazi se u središnjoj Srbiji te spada u Šumadijski okrug.

## Povijest
Kao selo Vrbica spominje se 1718. za vrijeme austrijske okupacije poslije Habsburško-turski rat 1716. – 1718., a 1735. kao šanac vojnogranične uprave i sjedište čete kapetana Mijuška Kujundžića, starješine srpskih graničara i hajduka. Na početku prvog srpskog ustanka, u ožujku 1804., u Vrbici je dahija Kučuk-Alija iznenadio Karađorđa i njegovih 50 momaka, prisilivši ga da, poslije kratke borbe, odstupi na Venčac. Vrbicu je knez Miloš Obrenović 1859. proglasio za varošicu pod imenom Aranđelovac. 
U Aranđelovcu je 1878. okrivljen za sudjelovanje u Topolskoj buni i strijeljan socijalist i republikanac Jevrem, brat Svetozara Markovića. 
U operacijama pri povlačenju srpske vojske, za vrijeme Prvog svjetskog rata Aranđelovac su zauzele jedinice austrougarske 3. armije, tijekom listopada 1915., a oslobodile su ga jedinice srpske 1. armije u listopadu 1918.  

### Aranđelovac u Drugom svjetskom ratu
U Travanjskom ratu Aranđelovac su zauzele postrojbe njemačke 1. oklopne grupe 14. travnja 1941. Isti je dan održan prvi sastanak Vrhovnog štaba narodnooslobodilačkog partizanskog odreda (VŠ NOPO) za Srbiju na kojem je razrađen plan razvoja oružanog ustanka. Kolubarska četa, 1. šumadijskog odreda izvršila je 23. na 24. kolovoza 1941. prepad na željezničku stanicu u Aranđelovcu i pritom je uništila. 
Dijelovi 1. šumadijskog odreda prodrli su s 13. na 14. listopada 1941. u grad i uništili arhivu kotarskog načelstva. U selu Garaši kod Aranđelovca formirana je 28. lipnja 1943. 1. šumadijska udarna brigada, koja je iste večeri upala u grad i poslije borbe s njemačkim postrojbama, povukla se na Bukulju. U selu Darosava formirana je 25. travnja 1944. Druga šumadijska brigada koja je vodila borbe na širem području grada. 

#### Bitke oko grada za njegovo oslobođenje
U operacijama za oslobođenje Srbije 5. udarna divizija NOVJ-a pripremila je napad na grad koji su branili dijelovi njemačke 1. pukovnije Brandenburg s 8o motornih vozila i 1,200 pripadnika Srpske državne straže (SDS) i četnika. Borbe su počele 19. listopada kada je 10. krajiška udarna brigada napala preko Venčaca, 1. krajiška brigada preko Bukulje, 4. krajiška i 2. šumadijska brigada preko Preseke, i Aranđelovac je oslobođen 20. septembra. 
No, Nijemci su, 24. rujna, s 14. pukovnijom 7. SS divizije Prinz Eugen i 1. pukovnijom Brandenburg poduzeli protunapad na grad i zauzeli sela Banju i Brezovac te izbili na Venčac, ali na tom pravcu nisu imali više uspjeha. Zato su napali od sela Orašca, preko Preseke, s oko 2,000 do 2,500 vojnika i četnika te su se uspjeli probiti u grad. Ipak su završnim protunapadom 30. rujna, konačno izbačeni iz Aranđelovca.  